# Welterbe in Israel
Zum Welterbe in Israel gehören (Stand 2018) neun UNESCO-Welterbestätten, alles Stätten des Weltkulturerbes. Israel ist der Welterbekonvention 1999 beigetreten; die ersten zwei Welterbestätten wurden 2001 in die Welterbeliste aufgenommen. Die bislang letzte Welterbestätte wurde 2015 eingetragen.

## Welterbestätten
Die folgende Tabelle listet die UNESCO-Welterbestätten in Israel in chronologischer Reihenfolge nach dem Jahr ihrer Aufnahme in die Welterbeliste (K – Kulturerbe, N – Naturerbe, K/N – gemischt, (R) – auf der Liste des gefährdeten Welterbes).
| Bild                                                            | Bezeichnung                                                            | Jahr | Typ | Ref. | Beschreibung |
| --------------------------------------------------------------- | ---------------------------------------------------------------------- | ---- | --- | ---- | --- |
| (weitere Bilder)                                                | Archäologische Stätte Masada (Lage)                                    | 2001 | K   | 1040 | ehemalige jüdische Festung am Südwestende des Toten Meeres |
| Altstadt von Akko                                               | Altstadt von Akko (Lage)                                               | 2001 | K   | 1042 | |
| „Weiße Stadt“ von Tel Aviv                                      | „Weiße Stadt“ von Tel Aviv (Lage)                                      | 2003 | K   | 1096 | |
| Awdat                                                           | Weihrauchstraße – Wüstenstädte im Negev                                | 2005 | K   | 1107 | Teil der Weihrauchstraße im Negev, umfasst die Nabatäerstädte Awdat, Elusa, Mamschit und Schivta, die Festungen Kazra, Nekarot, Makhmal, und Grafon und die Karawansereien Moa und Saharonim |
| Tell Beʾer Scheva                                               | Biblische Siedlungshügel – Megiddo, Chazor und Beʾer Scheva            | 2005 | K   | 1108 | Tell Beʾer Scheva liegt in der Wüste Negev, Megiddo und Chazor im Norden Israels. |
| Heilige Stätten der Baha'i in Haifa und West-Galiläa            | Heilige Stätten der Baha'i in Haifa und West-Galiläa                   | 2008 | K   | 1220 | umfasst 11 heilige Stätten der Bahai in Haifa und dem westlichen Galiläa, unter anderem das Bahai-Weltzentrum in Haifa mit dem Schrein des Bab und in Akkon den Schrein Baha'ullahs und Baha'ullahs Zelle in Akko                                                                                    |
| Skhul-Höhle                                                     | Stätten der menschlichen Evolution im Karmel-Gebirge                   | 2012 | K   | 1393 | Die Stätten der menschlichen Evolution im Karmel-Gebirge umfassen die Höhlen von Nachal Meʿarot im Wadi al-Mughara. Dazu gehört unter anderem die Tabun-Höhle als bedeutender Fundplatz von Knochen und Werkzeugen der Neandertaler, weiterhin die Jamal-Höhle, die El-Wad-Höhle und die Skhul-Höhle |
| Grabhöhlen in Marissa und Beit Guvrin                           | Grabhöhlen in Marissa und Beit Guvrin                                  | 2014 | K   | 1370 | Die Höhlen von Marissa und Beit Guvrin im Tiefland Judäas sind ein Mikrokosmos im „Land der Höhlen“. |
| Nekropole Beit Scheʿarim – Wahrzeichen der jüdischen Erneuerung | Nekropole Beit Scheʿarim – Wahrzeichen der jüdischen Erneuerung (Lage) | 2015 | K   | 1471 | Die Nekropole umfasst über 20 unterirdischen Grabanlagen, welche als Katakomben im Berghang angelegt wurden und teils mit aufwendigen Portalen verblendet sind. |

## Tentativliste
In der Tentativliste sind die Stätten eingetragen, die für eine Nominierung zur Aufnahme in die Welterbeliste vorgesehen sind.

### Aktuelle Welterbekandidaten
Mit Stand 2018 sind 18 Stätten in der Tentativliste von Israel eingetragen, die letzte Eintragung erfolgte 2015.
Die folgende Tabelle listet die Stätten in chronologischer Reihenfolge nach dem Jahr ihrer Aufnahme in die Tentativliste.
| Bild                                           | Bezeichnung                                           | Jahr | Typ | Ref. | Beschreibung |
| ---------------------------------------------- | ----------------------------------------------------- | ---- | --- | ---- | --- |
| Hauptquelle des Jordan                         | Drei-Bogen-Tor in Dan und die Quellen des Jordan      | 2000 | K/N | 1469 | In einem Naturschutzgebiet bei Tel Dan liegen die Quellen des Dan, des größten der drei Quellflüsse des Jordan                                                                                              |
| Frühe Synagogen in Galiläa                     | Frühe Synagogen in Galiläa                            | 2000 | K   | 1470 | Meron, Gusch Chalav, Navorin, Barʿam, Bet Alpha, Korasim und Kafarnaum |
| Reisewege Jesu und der Apostel in Galiläa      | Reisewege Jesu und der Apostel in Galiläa             | 2000 | K   | 1471 | umfasst Stätten in Galiläa, die von Jesus und seinen Aposteln besucht wurden, u. a. Nazareth, Sepphoris, Kafr Kana, die Hörner von Hittim, Migdal, rund um den See Genezareth, Tiberias und den Berg Tabor. |
| Galiläisches Meer und seine antiken Stätten    | Galiläisches Meer und seine antiken Stätten           | 2000 | K   | 1473 | |
| (weitere Bilder)                               | Chorvat Minnim (Lage)                                 | 2000 | K   | 1474 | Chirbat al-Minya, auch Horvat Minnim genannt, war eine umayyadische Palastanlage nahe dem Ort Tabgha am nordwestlichen Ufer des Sees Genezareth                                                             |
| Arbel                                          | Arbel                                                 | 2000 | K/N | 1475 | umfasst die drei Komponenten Berg Arbel, Nabi Schuʿaib und Hörner von Hittim |
| Nahalal                                        | Degania und Nahalal                                   | 2000 | K   | 1478 | Degania (Lage) und Nahalal (Lage) sind Beispiele für die ersten Kibbutzim |
| (weitere Bilder)                               | Beit Scheʾan (Lage)                                   | 2000 | K   | 1479 | |
| (weitere Bilder)                               | Caesarea (Lage)                                       | 2000 | K   | 1480 | |
| Weiße Moschee von Ramla                        | Weiße Moschee von Ramla                               | 2000 | K   | 1482 | im 13. Jahrhundert erbaute Moschee in der Stadt Ramla |
| Jerusalem – Altstadt und Mauern mit Berg Zion  | Jerusalem – Altstadt und Mauern mit Berg Zion         | 2000 | K   | 1483 | geplante Erweiterung der bestehenden Welterbestätte Altstadt und Stadtmauern von Jerusalem |
| Har Karkom                                     | Har Karkom                                            | 2000 | K   | 1488 | Berg in der Wüste Negev, Felsritzungen von der Jungsteinzeit bis in die frühe arabische Zeit |
| Timna                                          | Timna                                                 | 2000 | K/N |      | archäologischer Nationalpark mit antiken Kupferbergwerken und den Überresten der Stadt Churvat Timna |
| Burg Belvoir                                   | Festungen der Kreuzzüge                               | 2000 | K   | 1491 | Montfort, Belvoir, Atlit, Arsuf, Akkon und Caesarea |
| (weitere Bilder)                               | Landschaft der Machteschim                            | 2001 | K/N | 1486 | Machtesch Ramon ist ein Erosionskrater in der Wüste Negev |
| (weitere Bilder)                               | Großer Grabenbruch – Wanderrouten – Chula             | 2004 | N   | 1886 | 2006 transnationale Bewerbung vorgeschlagen |
| Lifta (Mey Neftoach) – Traditionelles Bergdorf | Lifta (Mey Neftoach) – Traditionelles Bergdorf        | 2015 | K   | 6061 | |
| Besuchskirche (weitere Bilder)                 | Ein Kerem, ein Dorf und seine Kulturlandschaft (Lage) | 2015 | K   | 6062 | |

### Ehemalige Welterbekandidaten
Diese Stätten standen früher auf der Tentativliste, wurden jedoch wieder zurückgezogen oder von der UNESCO abgelehnt. Stätten, die in anderen Einträgen auf der Tentativliste enthalten oder Bestandteile von Welterbestätten sind, werden hier nicht berücksichtigt.
| Bild                                                                                  | Bezeichnung                                                                           | Jahr      | Typ | Ref. | Beschreibung |
| ------------------------------------------------------------------------------------- | ------------------------------------------------------------------------------------- | --------- | --- | ---- | --- |
| Prähistorische Stätten – Ubeidiya, Gescher Bnot Jaʿaqov, Schaʿar haGolan, Berg Karmel | Prähistorische Stätten – Ubeidiya, Gescher Bnot Jaʿaqov, Schaʿar haGolan, Berg Karmel | 2000–2012 | K   | 1477 | umfasst Ubeidiya, Brücke der Töchter Jakobs, Schaʿar haGolan, Berg Karmel Stätten der menschlichen Evolution im Karmelgebirge wurden 2012 in das Welterbe aufgenommen |

## Altstadt und Stadtmauern von Jerusalem

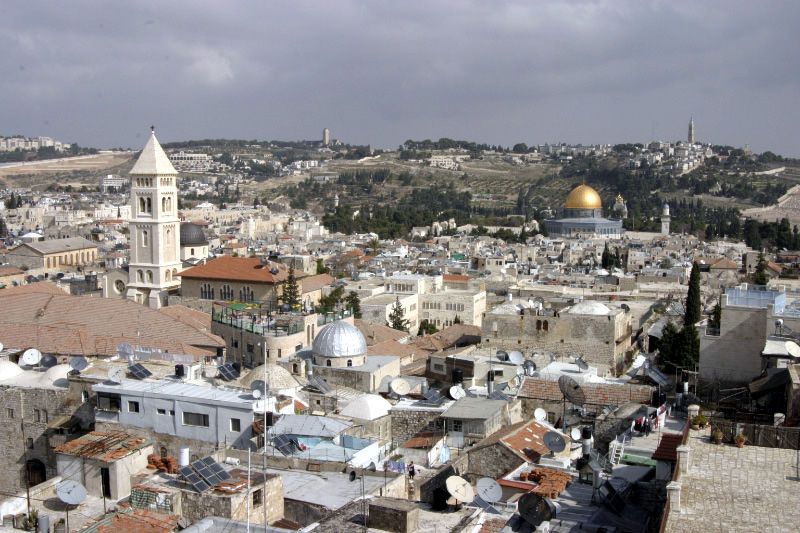
Altstadt von Jerusalem

Die Jerusalemer Altstadt im 1950 von Jordanien und 1980 von Israel annektierten Ostjerusalem, das auch durch die Palästinensischen Autonomiegebiete beansprucht wird, war von Jordanien für die Aufnahme in das UNESCO-Welterbe vorgeschlagen worden. 1981 wurde sie unter der Bezeichnung Altstadt und Stadtmauern von Jerusalem als Weltkulturerbestätte in die Welterbeliste aufgenommen, wobei jedoch betont wurde, dass diese Entscheidung keine Implikation über die Zugehörigkeit Jerusalems zu einem bestimmten Staat beinhalte. Die Welterbestätte ist keinem Staat zugeordnet, sondern separat unter „Jerusalem (auf Vorschlag von Jordanien)“ in die Welterbeliste eingetragen. 1982 wurde sie, wiederum auf Vorschlag von Jordanien, auf die Liste des gefährdeten Welterbes gesetzt.